# Русалочка (мультфильм, 1968)
«Русалочка» — советский рисованный мультфильм 1968 года, снятый режиссёром Иваном Аксенчуком по одноимённой сказке Ханса Кристиана Андерсена, созданной в 1837 году. Во второй половине 1990-х годов компания «Twic Lyrec» выпустила на аудиокассетах аудиосказку по мультфильму с текстом Александра Пожарова.

Без «Русалочки» мир стал бы куда беднее и, кажется, человеческая душа стала бы беднее и суше.— Юрий Нагибин
Важная роль в фильме отведена музыке.

## Сюжет
По Копенгагену 1960-х годов ехали автобусом туристы и наконец приехали в порт. Там они увидели статую Русалочки, и гид начал свой рассказ: «Перед вами, дамы и господа, знаменитая Русалочка — такая, как её описал великий Ханс Кристиан Андерсен в сказке о любви. Да-с, дамы и господа, в добрые старые времена, когда жил Ханс Кристиан, существовала ещё любовь».
Умудрённая опытом рыба, плавающая у набережной, тоже начала свой рассказ о русалочке для рыбьей аудитории: «Эти глупые люди думают, что любовь есть, а русалок нет. Но мы-то с вами знаем, что всё наоборот — любви нет, а русалки есть! Они живут на дне моря, в хрустальном дворце. И когда им исполняется пятнадцать лет, им разрешают подняться наверх и повидать землю».
Наступил день, когда самой младшей из русалок исполнилось 15 лет, и она выплыла на поверхность моря. Там она увидела корабль, за штурвалом которого был молодой принц. Увидев его, русалочка влюбилась с первого взгляда. Разыгравшаяся буря потопила корабль, но русалочка спасла тонущего принца и вытащила его на берег. Там она пела ему песню от всего сердца. Так и не очнувшегося принца в ту же ночь нашли на берегу монахини из ближнего монастыря.
Русалочка задумалась, а затем поплыла к морской ведьме, которая, дав ей зелье, превратившее её рыбий хвост в ноги и взамен забрав у неё прекрасный голос, предупредила: если принц возьмёт себе в жёны другую девушку, то на заре следующего дня русалочка превратится в морскую пену.
Выплыв на берег, русалочка встретила принца и сразу понравилась ему. Чувствуя и превозмогая сильную боль — расплату за возможность ходить, она танцевала для любимого. Их танец прервал гонец — король повелел принцу отплыть на корабле в столицу соседнего королевства. В принцессе этого королевства принц узнал ту девушку-монахиню, которая нашла его на берегу, и признался ей в любви, позабыв о русалочке. Сразу после свадьбы принц с принцессой отправились на корабле принца в его королевство.

Принц и русалочка.

Русалочка пришла в отчаяние и ждала рассвета, зная, что с первым лучом солнца она погибнет. Но вдруг приплыли её сёстры-русалки, которые, желая спасти её от смерти, отдали морской ведьме все свои украшения, короны и косы. Взамен ведьма дала им волшебный сосуд: если его открыть, оттуда вырвется буря, которая потопит корабль, а принц и принцесса утонут — только такой ценой русалочка сможет вернуться в море. Русалочка предпочла погибнуть сама, но оставить своего любимого в живых. Бросив закупоренный сосуд в море, она на заре превратилась в морскую пену. Принц опечален гибелью девушки, но, услышав лебединую песню Русалочки, он говорит жене: «Так значит, ты всё-таки вспомнила песню».
Заканчивается фильм словами гида, завершающего свой рассказ: «Это очень печальная, уважаемые дамы и господа, история, очень печальная и очень прекрасная! Это история о любви, которая не знает преград, о мужестве и доброте».

## Создатели
| Автор сценария             | Александр Галич |
| Режиссёр-постановщик       | Иван Аксенчук |
| Художник-постановщик       | Даниил Менделевич |
| Художники-мультипликаторы: | Антонина Алёшина, Яна Вольская, Николай Фёдоров, Владимир Балашов, Вадим Долгих, Марина Рогова, Эльвира Маслова, Елена Малашенкова, Александр Давыдов, Михаил Першин, Мстислав Купрач |
| Художники:                 | Дмитрий Анпилов, Инна Заруба, В. Исаева |
| Композитор                 | Александр Локшин |
| Оператор                   | Михаил Друян |
| Звукооператор              | Георгий Мартынюк |
| Ассистент режиссёра        | Лидия Ковалевская |
| Ассистенты художника       | Владимир Тарасов, Т. Зеброва |
| Ассистент оператора        | Н. Наяшкова |
| Монтаж                     | Изабелла Герасимова |
| Редактор                   | Раиса Фричинская |
| Роли озвучивали:           | Нина Гуляева — русалочка, Анатолий Папанов — экскурсовод, Владимир Трошин — принц, Юлия Юльская — морская ведьма, Лидия Королёва — рыба-гид, Роза Макагонова — 1-я сестра русалочки («Что же видела ты?»), Клара Румянова — 2-я сестра русалочки («А не встретила ль ты быстроногих коней…?») (нет в титрах), Светлана Старикова — 3-я сестра русалочки («А не видела ль ты разноцветных огней…?») (нет в титрах), Тамара Дмитриева — камеристка принцессы / паж (нет в титрах) |
| Директор картины           | Фёдор Иванов |

## Музыка
- Песню русалочки «Сгинул в море твой бедный кораблик» на стихи Александра Галича исполнила известная камерная певица[3] Виктория Иванова[4].
- В фильме использован фрагмент «Токкаты и фуги ре минор (BWV 565)» Иоганна Себастьяна Баха.

## Производство
В мультфильме был применён фотоколлаж как технологическое новаторство при изготовлении фонов.